# まかしょ
『まかしょ』とは、歌舞伎及び日本舞踊の演目のひとつ。二代目桜田治助作詞、三代目杵屋佐吉作曲の長唄。文政3年（1820年）9月、江戸中村座にて初演。また、願人坊主の一種。

## 解説

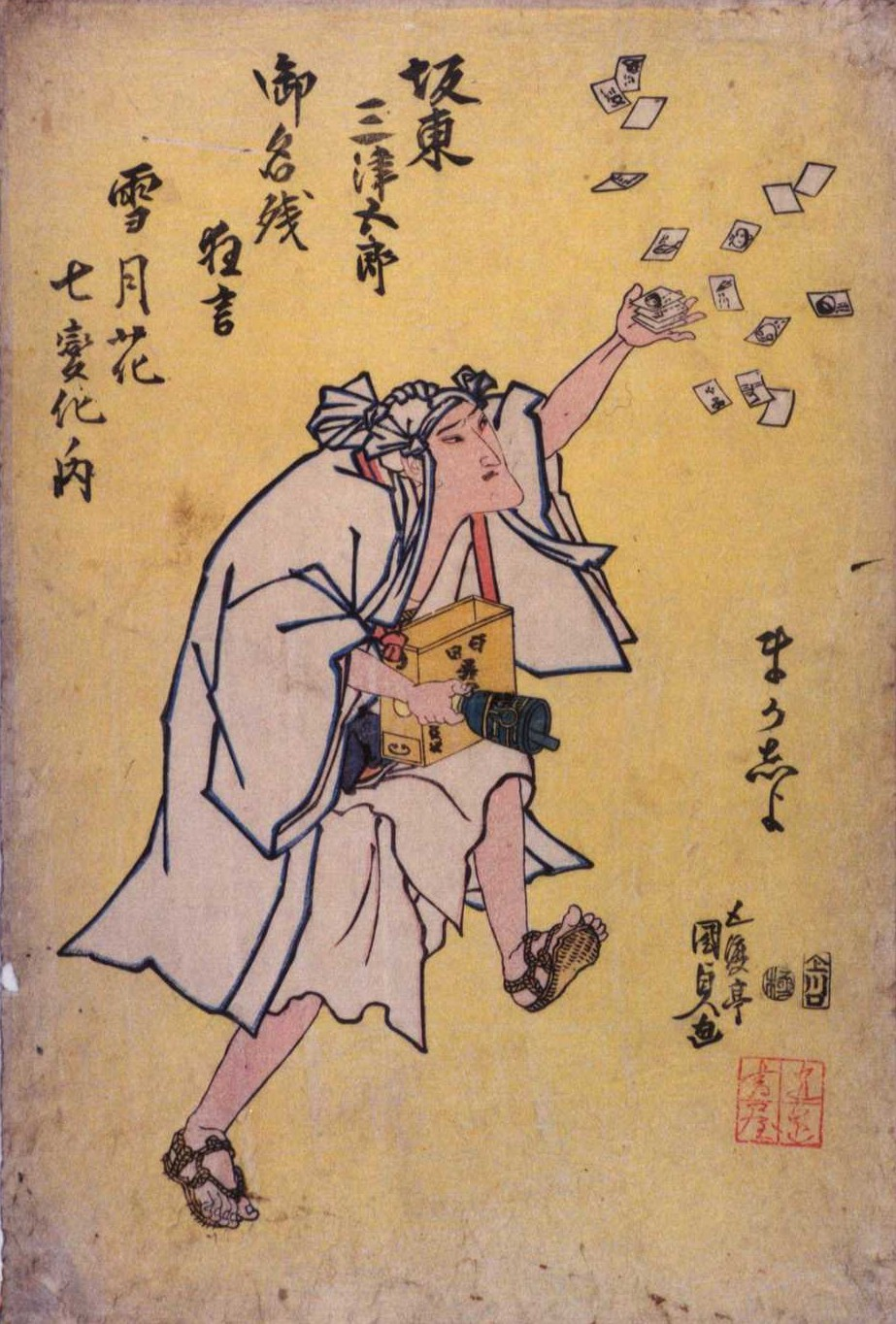
「まかしょ」　三代目坂東三津五郎のまかしょ。この姿は諸文献が伝えるところのまかしょの風俗にほぼ合っている。歌川国貞画。

文政3年秋、三代目坂東三津五郎は江戸を離れて大坂へ行くことになった。『まかしょ』はその暇乞いとして、同年9月に中村座で三津五郎が踊った七変化舞踊『月雪花名残文台』（つきゆきはななごりのぶんだい）のひとつで、このとき「寒行雪姿見」（かんぎょうゆきのすがたみ）と題した長唄による所作事であった。作詞・作曲は杵屋佐吉、振付けは藤間勘兵衛。
「まかしょ」とは当時市井にいた願人坊主の一種で、本作はこの「まかしょ」に扮して踊るものである。『嬉遊笑覧』や『守貞謾稿』の伝えるところによれば、まかしょは白の行衣に白の脚絆手甲、頭には白の木綿を被ってその余りを頭の両側でねじるように結んで端をたらすといった白づくめの格好で、首からは外箱を下げ、手には鈴（りん）を持ち、寒中に絵札を撒き散らしながら銭を乞うた。その絵札を撒くときは子供たちがまとわり付き、「まかしょ、まかしょ」すなわちお札を撒け撒けといってはやし立てた。この願人坊主を「まかしょ」と呼ぶのはこれに由来するという。
『月雪花名残文台』は初演当時大好評を得たが、『まかしょ』は長唄の曲のみが伝わり、初演の時の振付けは絶えていたのを、大正時代になって初代市川猿翁が新たに振付けし上演した。以後日本舞踊の各流派でもそれぞれ振付けして踊るようになり現在に至っている。現行の内容は舞台が雪の積もる町屋などの風景、そこに花道より駆け出て「まかしょ、まかしょ、撒いてくりょ」と絵札を撒く様子、さらに本舞台でクドキや廓話のチョボクレ節、神おろしなどあり、最後は「酒ある方を尋ね行く」で舞台中央で決まり幕となる。なお初演のときは大勢の子役が囃し立てる役として出ていたが、現在の演出では出ない。また本来まかしょが撒く札は天神様や地口絵を描いたものであったが、初演ではそれに替えて三津五郎自筆の短冊を客席に向って撒いたと伝わる。